# Три Кладенці
Три Кла́денці (болг. Три кладенци) — село у Врачанській області Болгарії. Входить до складу общини Враца.

## Населення
За даними перепису населення 2011 року у селі проживали 812 осіб.
Національний склад населення села:
| Національність   | Кількість осіб | Відсоток |
| ---------------- | -------------- | -------- |
| болгари          | 590            | 74,4%    |
| цигани           | 198            | 25,0%    |
| турки            | 3              | 0,4%     |
| Всього відповіли | 793            |          |

Розподіл населення за віком у 2011 році:
Динаміка населення: